# Red Tornado
Red Tornado (Ulthoon) est un personnage appartenant à DC Comics. Il est apparu pour la première fois dans Justice League of America #64 en août 1968. Il a été créé par Gardner Fox et Dick Dillin durant l'Âge d'argent des comics.

## Histoire
Red Tornado est à l'origine une entité de la planète Rann, qui se sépare ensuite en deux entités, l'une représentant le bien (Tornado Champion) et l'autre le mal (Tornado Tyrant) pour battre Adam Strange. Ensuite ils s'affrontent et l'entité bienveillante (Tornado Champion) fut vaincue par l'entité maléfique (Tornado Tyrant). Tornado Champion attira cependant Tyrant sur Terre pour qu'il soit détruit par la Justice Society of America. Par la suite, Tornado Champion fut perturbé par l'absence de son alter égo et partit sur Terre-II pour se créer une nouvelle identité.
Le professeur T. O. Morrow créa un robot, Red Tornado, grâce à une technologie futuriste pour espionner la JSA. Quand le robot fut démasqué, son cerveau fut réinitialisé. Tornado Champion intégra l'androïde et devint un champion de la Justice Society of America.

## Pouvoirs et capacités
Red Tornado est un androïde hautement intelligent, doté d'une force et d'une durabilité supérieures, il est capable de créer des rafales de vents de force cyclonique qui permettent le vol, améliorent la vitesse et créent des tempêtes. Le personnage peut accéder à des informations provenant de systèmes informatiques étrangers. 
Red Tornado est amélioré et reçoit un nouveau corps, composé de nanites microscopiques, avec la possibilité de passer de la forme androïde à la forme humaine à volonté.

## Autres médias
Red Tornado apparait dans :
- La Ligue des justiciers, où il est doublé par Powers Boothe en VO et Jérôme Frossard en VF.
- Batman : L'Alliance des héros, où il est doublé par Corey Burton en VO et Marc Alfos en VF.
- La Ligue des Justiciers : Nouvelle Génération, où il est doublé par Jeff Bennett en VO et Marc Alfos en VF.
- DC Universe Online, un jeu vidéo mettant en scène de nombreux personnages de l'univers DC.
- Justice League: Crisis on Two Earths, un film animé où il fait un caméo seulement.
- Supergirl, une série produite par Greg Berlanti, Andrew Kreisberg et Ali Adler[1], dans laquelle une apparition lors d'un épisode pour combattre l'héroïne.